# Сеиду Нджимолу Нджойя
Сеиду Нджимолу Нджой (фр. Seidou Njimoluh Njoya, 1904, Германский Камерун — 28 июля 1992, Париж) — султан и король Бамумов Камеруна с 1933 по 1992 год.

## Биография
Сын султана Ибрагима Нджойя. Наследовал трон от отца в 1933 году.
Отец нынешнего султана Ибрагима Мбомбо Нджойя.
Образование получил на немецком языке (в дополнение к своему родному языку Бамун), научился читать и писать на языке а-ка-у-ку, который был разработан его отцом. Позже также выучил французский и английский языки.
В 1931 году французские власти изгнали Ибрагима Нджойю в Яунде, с целью лишения власти представителей народа Бамум. Приближённые и дворяне Бамума были рассеяны по стране во время французской оккупации, но в конечном итоге выбрали Нджимолу из 117 детей Ибрагима Нджойи и достигли соглашения с Францией. Сеиду Нджимолу Нджойя стал 18-м королём Бамума в июне 1933 года, после смерти своего отца.
Позже Нджойя избирался членом Законодательного собрания и Национального собрания Камеруна — как в колониальный, так и в постколониальный периоды.
Был мэром Фумбанас с 1955 по 1992 год, переизбирался в 1957, 1959, 1962, 1967, 1977, 1982 и 1987 годах.
Нджимолу был покровителем искусств, выступал за сохранение культуры народа Бамум. После того, обретения независимости французы покинули этот район в 1960 году, Сеиду восстановил священные символы народа Бамум в королевском дворце и основал музей. Он был набожным мусульманином. В 1947 году совершил своё первое паломничество в Мекку.
Умер 27 июля 1992 года в Париже и был похоронен вместе с другими правителями в королевском дворце Фумбан.
После его смерти в 1992 г. Султаном стал его сын Ибрагим Мбомбо Нджойя.